# Kathy Lueders
Kathryn Lueders dite Kathy Lueders est une ingénieure américaine en poste à la NASA en tant que Directrice des vols habités depuis le 12 juin 2020. Elle était précédemment Directrice du programme des vols commerciaux habités depuis 2014.

## Formation
Kathy Lueders est diplômée de l'Université du Nouveau Mexique d'un Bachelor en administration des affaires en finance, et de l'Université d'État du Nouveau Mexique d'un Bachelor en science et d'un Master en ingénierie industrielle.

## Carrière professionnelle
Kathy Lueders entre à la NASA en 1992 à la White Sands Test Facility au Nouveau Mexique en tant que responsable du système de manœuvre orbitale et des moteurs de contrôles d'orientation de la navette spatiale américaine. Elle rejoint ensuite le programme de la station spatiale internationale en tant que responsable de l'approvisionnement logistique. Elle supervise notamment le Commercial Orbital Transportation Services et représente la NASA auprès des partenaires internationaux dans le cadre de leur vaisseau cargo respectif (ATV, HTV, Soyouz et Progress). En 2013 elle rejoint le centre spatial Kennedy en tant que directrice du programme des vols commerciaux habités dont elle prend la tête en 2014. Peu après le premier décollage habité du programme, elle est nommée le 12 juin 2020 en tant que Directrice des vols habités de la NASA (en anglais : Associate Administrator of the Human Exploration and Operations (HEO) Mission Directorate), un des postes les plus importants de l'agence spatiale américaine, supervisant notamment le programme de retour sur la Lune Artemis, et devenant la première femme à occuper ce poste,.